# Coelachyropsis lagopoides
Coelachyropsis es un género monotípico de plantas herbáceas perteneciente a la familia de las poáceas. Su única especie: Coelachyropsis lagopoides Bor, es originaria de India y Sri Lanka.